# PBX2
PBX2‏ (PBX homeobox 2) هوَ بروتين يُشَفر بواسطة جين PBX2 في الإنسان.